# Saint-Mammès
Saint-Mammès es una comuna en los suburbios occidentales de París, Francia en el francés de Sena y Marne, en la región de la Isla de Francia. Se encuentra en la confluencia del Sena y del Loing.
En 1719 el duque de Orléans decidió abrir el canal del Loing que entró en servicio en 1726 asegurando un rápido y lucrativo desarrollo económico de la villa que se convirtió en punto del transporte fluvial entre el Sena y la Borgoña.

## Demografía
| 2451 | 2694 | 2949 | 2974 | 3007 | 3084 | 3302 |
| Para los censos de 1962 a 1999 la población legal corresponde a la población sin duplicidades (Fuente: INSEE [Consultar]) |      |      |      |      |      |      |